# Abbaye Saint-Pierre-Saint-Paul de Caunes-Minervois

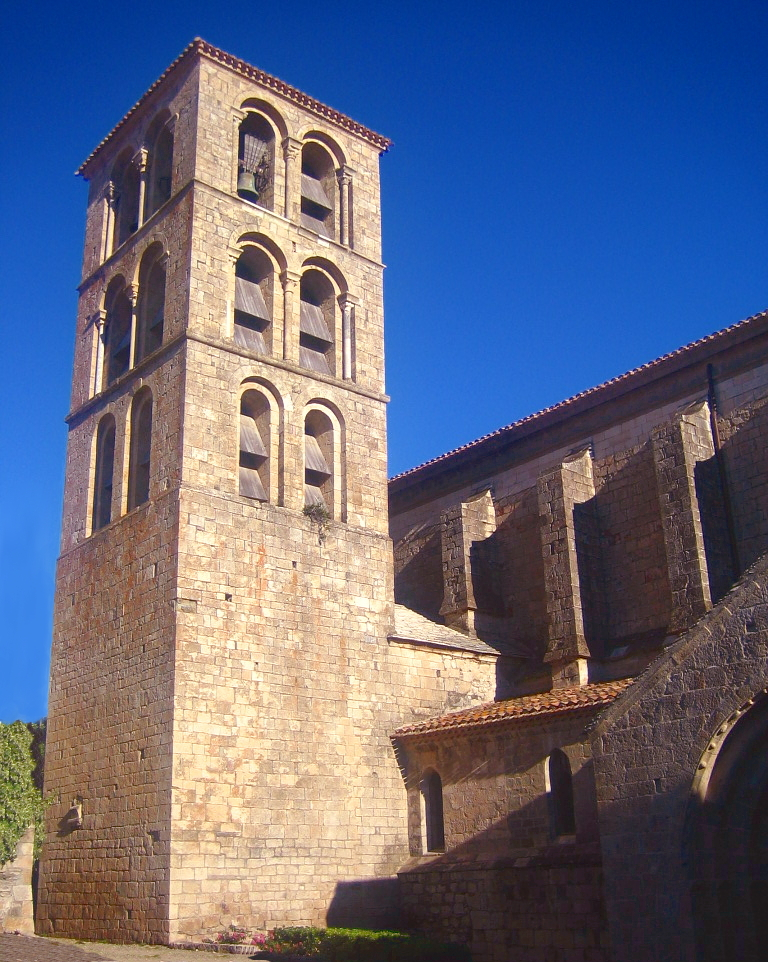
Le clocher nord.

L'abbaye Saint-Pierre-Saint-Paul de Caunes-Minervois est une ancienne abbaye bénédictine, dont les vestiges architecturaux et archéologiques sont situés dans la commune de Caunes-Minervois, au nord-est de Carcassonne, dans le département de l'Aude en Occitanie. Le site abbatial est inscrit Monument Historique en 2002 et 2014,.

## Descriptif
L'abbaye bénédictine de Caunes-Minervois est constituée d'une église abbatiale, d'un porche roman, d'un cloître classique, de restes d'un cloître médiéval, de vestiges d'une crypte carolingienne, de bâtiments conventuels, d'un logis abbatial, d'un musée lapidaire et d'un jardin.

## Historique

### Fondation et développements
L'abbaye a été érigée en l'an 780 par l'abbé Anian, ami de Benoît d'Aniane (propagateur en Occident de la règle écrite par saint Benoît de Nursie), sur un ancien domaine agricole gallo-romain dénommé Villa Bufintis. Les limites de la villa de Caunes sont fixées par Magnarius, second comte de Narbonne, dans un acte du 5 décembre 791 dans lequel est cité Anian, fondateur des monastères Saint-Pierre-et-Saint-Paul de Caunes et Saint-Jean de Citou situé à 6 km au nord de Caunes. Le 20 juillet 794, Charlemagne prend sous sa protection l'abbaye de Caunes par un acte dans lequel sont cités Anian et Milon, premier comte de Narbonne. Dans le capitulaire de 817, Louis le Pieux place l'abbaye parmi les abbayes de troisième classe ne devant que des prières pour la prospérité de l'empereur et le bonheur de l'État. Charles le Chauve a confirmé le privilège d'immunité de l'abbaye et la protection impériale dans les années 870.
Au cours de fouilles archéologiques, il a été mis au jour sous le sanctuaire de l'abbatiale des maçonneries qui sont celles de l'abside d'une église carolingienne qui a une forme quadrangulaire à angles arrondis. Des vestiges de sarcophages paléochrétiens ont également été recensés, en remploi de l'église paroissiale primitive, Saint-Geniès, située au nord du village. La réutilisation de tels fragments de sarcophage n'est pas étonnante car ils étaient souvent mis à profit pour la sépulture de seigneurs ou d'abbés.
Dès 982, il est mentionné la présence de reliques des saints de Caunes (Armand, Luce, Alexandre et Audalde), l'abbaye devient rapidement un lieu de processions où l'on vient faire des offrandes et célébrer le culte des martyrs. La châsse reliquaire est exposée au trésor de la cathédrale de Narbonne.
Au cours du XIe siècle au XIIIe siècle, l'abbatiale a été édifiée en plusieurs campagnes épousant l'architecture romane. On admire un chevet tripartite dont l'abside flanquée de deux absidioles greffées sur les bras du transept est précédée d'une travée de chœur et se termine d'une tour à chaque extrémité formant une harmonie parfaite. De plus, l'abbatiale est dotée d'un portail ouvrant sur le nord, en direction du village. Les trois voussures sont décorées d'une torsade, de fleurons, et de petits animaux reposent sur de chapiteaux ornés de feuillages sauf ceux de l'embrasement intérieur qui sont en marbre. Le portail est précédé d'un porche remarquable par sa voûte d'ogives bombée avec nervures en forme de boudins.

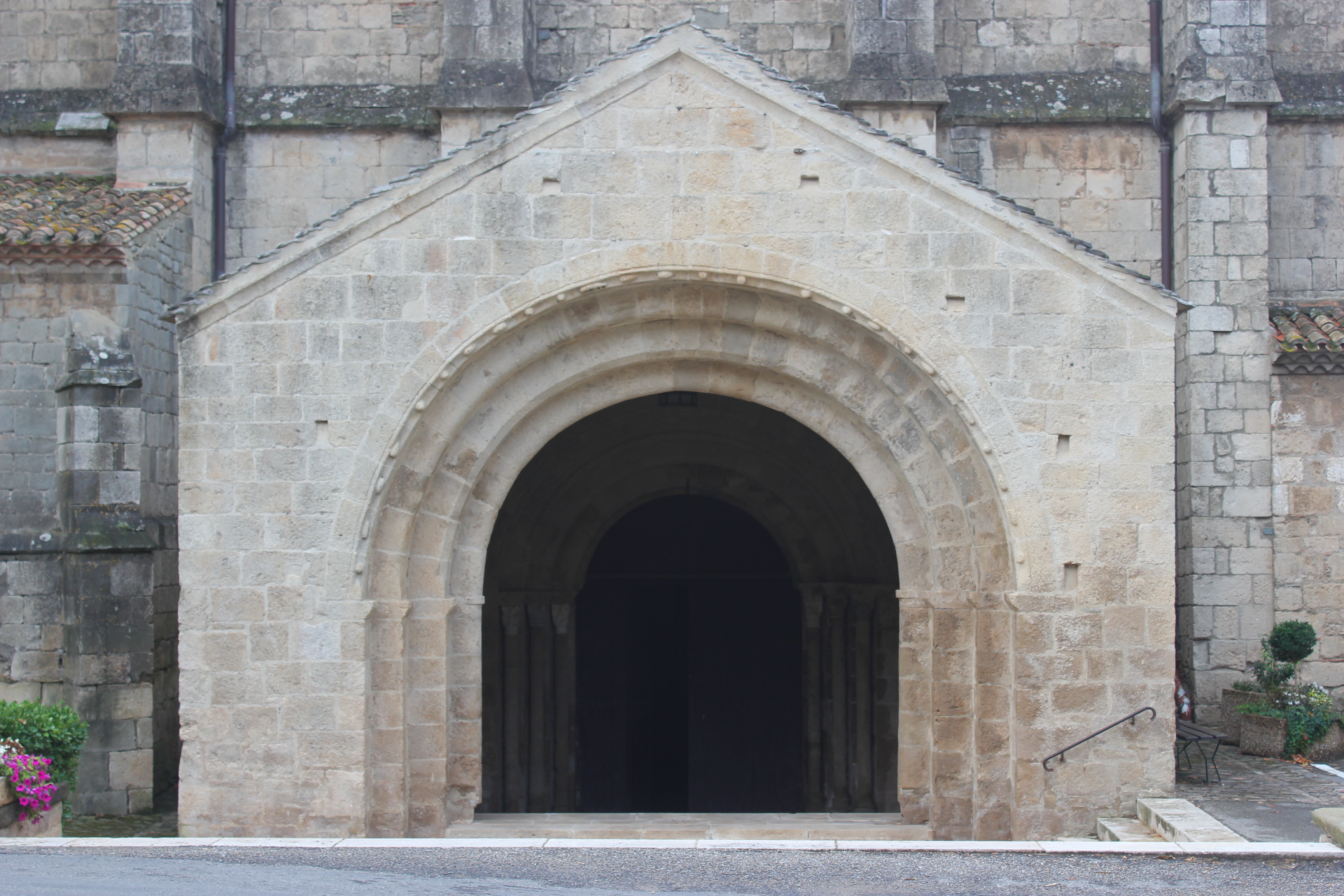
Porche roman de l'abbatiale.
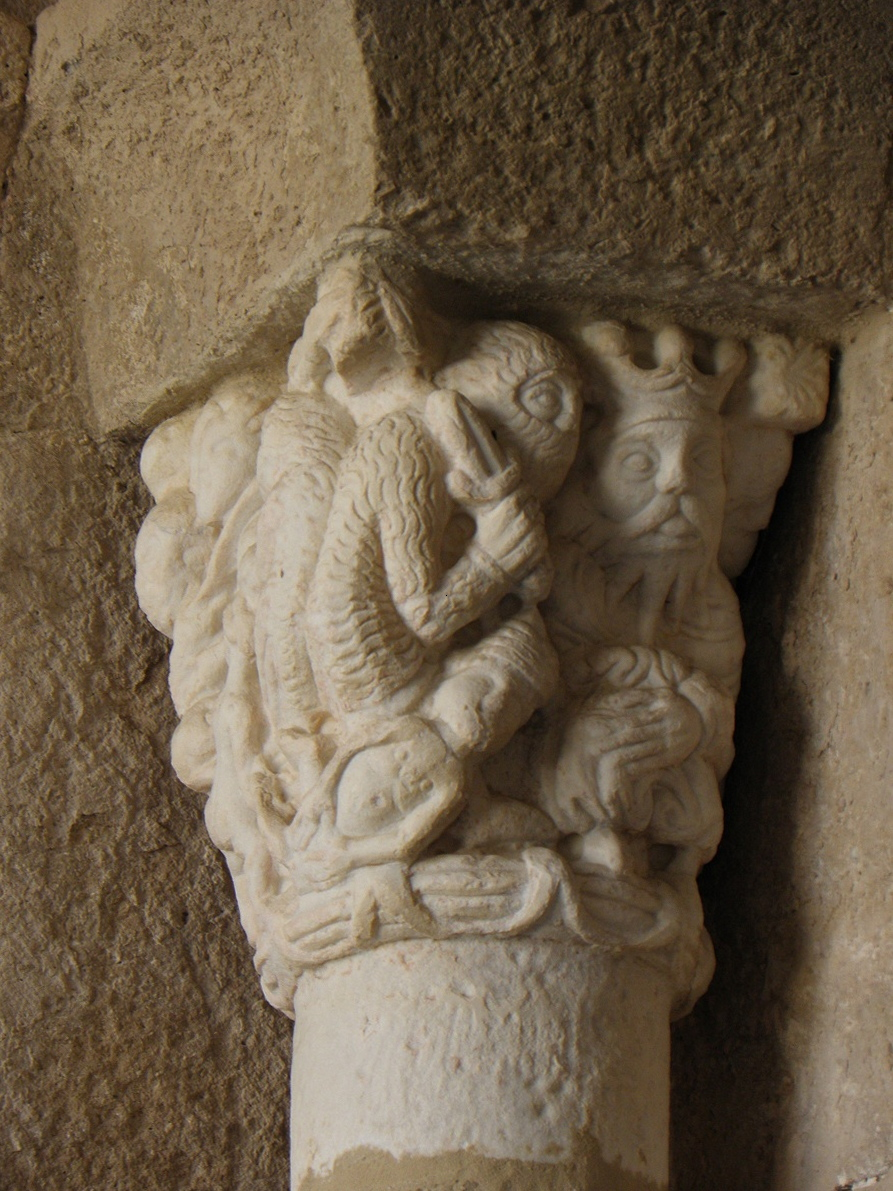
Portail nord de l'abbatiale : chapiteau représentant le massacre des Innocents.
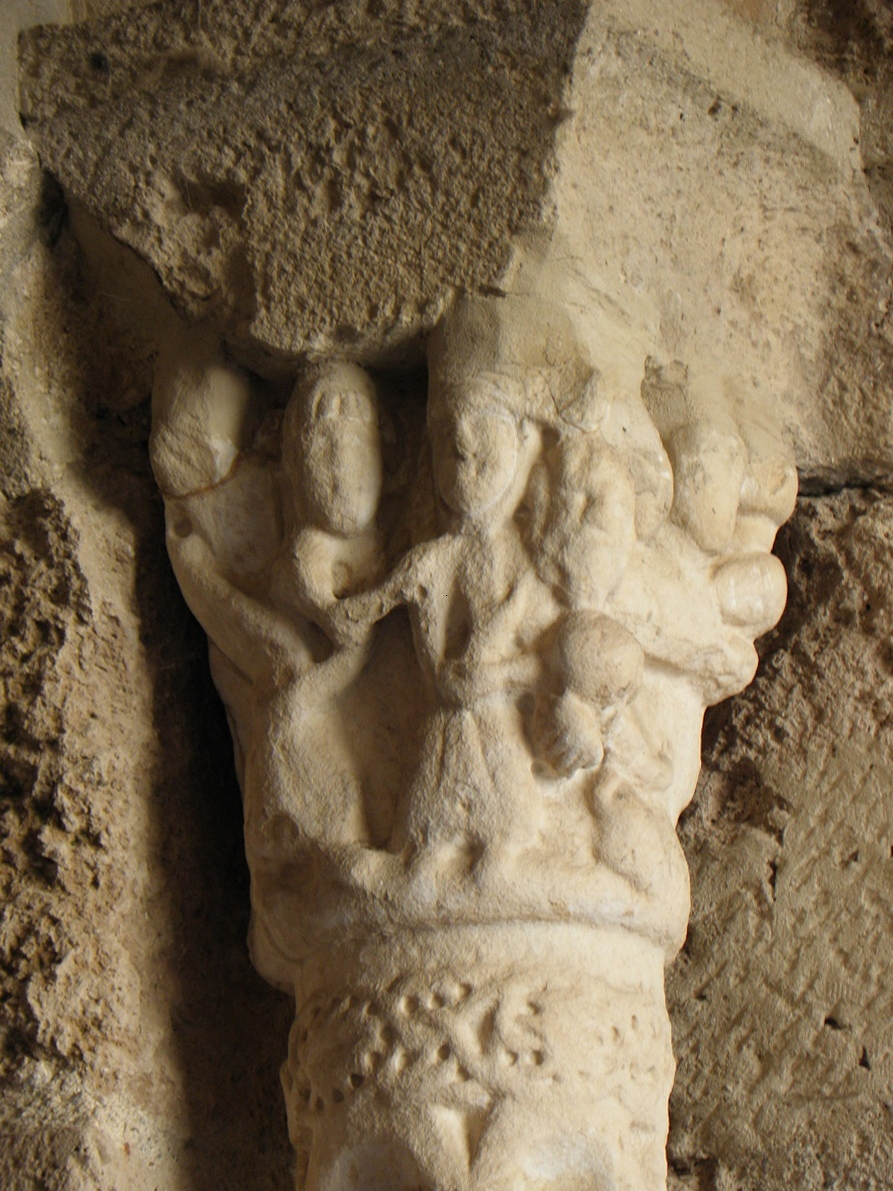
Portail nord de l'abbatiale : chapiteau représentant une Annonciation et une Nativité.

Au Moyen Âge, l'abbaye devient une halte des pèlerins transalpins pour se rendre aux lieux saints de Saint-Jacques-de-Compostelle, étape entre Narbonne et Carcassonne (Via Tolosane) ; la région comportait d'ailleurs beaucoup de commanderies templières qui hébergeaient les pèlerins dans leur parcours.

### Croisade albigeoise et instabilité
L'abbaye fut acquise par la vicomté de Carcassonne, puis par les comtes de Barcelone, pour être enfin récupérée par la famille Trencavel, vicomtes de Béziers ; ce n'est qu'au XIIe siècle que l'abbaye se libéra de cette tutelle laïque grâce à une bulle du pape Gélase II qui confirma les possessions de l'Église sur ce domaine en 1119.
En 1226, c'est à Caunes que le bûcher de l'évêque cathare du Carcassès, Pierre Isarn, est dressé par ordre de l'archevêque de Narbonne. L'inquisition installe son tribunal et fait arrêter une vingtaine de chevaliers de la région qu'il accuse de crime d'hérésie. Le bénéficiaire des confiscations de biens pour hérésie est le roi de France. Par celles-ci, le souverain se trouve à la tête d'un patrimoine non négligeable qu'il peut céder à son gré. Les grandes abbayes constituent les principaux acquéreurs de biens, c'est ainsi que le patrimoine de l'abbaye de Caunes s'est considérablement accru par l'acquisition de biens confisqués aux hérétiques. La prospérité de l'abbaye va durer plusieurs décennies notamment par l'accroissement du nombre de religieux. Ainsi, en 1236, quatorze moines sont dénombrés, tandis qu'en 1346, une bulle papale fixe l'effectif à vingt-six moines.
La nef de l'abbatiale de style gothique a été reconstruite à la fin du XIIIe siècle ou au début du XIVe siècle. Aucune source écrite ne mentionne cette reconstruction, mais, en 1308, le pape Clément V accorde un an et quarante jours d'indulgences à ceux qui viendront visiter l'abbatiale en construction. Elle conserve le plan de l'édifice roman avec six travées et des chapelles latérales sont ajoutées. Vers la fin du XIVe siècle, il est probable que l'autel majeur de l'abbatiale ait connu l'installation d'un retable en pierre polychrome, uniquement représenté par quelques fragments retrouvés lors de fouilles. La voûte actuelle de la nef a été refaite et porte le millésime 1770.
Au début du XIVe siècle, la gestion du monastère semble connaître des difficultés notamment des oppositions entre la communauté des moines et l'abbé. Face à l'éloignement des valeurs monastiques telles qu'elles sont définies dans la règle de Saint-Benoit, plusieurs mesures de réformes furent prises avec peu d'effet. En 1467, la Commende s'implante définitivement à Caunes. Ainsi, l'abbé n'est plus élu par les moines et ne réside plus sur place dégradant davantage les relations au sein du monastère. À cela s'ajoutent des longues périodes de vacance concernant le trône abbatial entre 1591 et 1598.
Pendant les guerres de Religion, Caunes fut assiégée et conquise par les troupes du duc de Joyeuse, qui auraient détruit les remparts, les portes fortifiées et l'enclos monastique.

### Transformation
Les carrières de marbre de Caunes-Minervois, déjà exploitées à l'époque romaine, ont connu une véritable renaissance au début du XVII
e siècle grâce à l'abbé Jean d'Alibert (1598-1626). Ce dernier confia au sculpteur, Stefano Sormano, la mission de localiser les potentielles carrières sur les hauteurs du village. Après la redécouverte remarquable de ce marbre rouge ponctué de taches blanches, surnommé « l'incarnat », il est rapidement devenu l'un des marbres les plus prestigieux et recherchés de France.
Ce marbre est abondamment employé dans de nombreuses églises du département, au château et jardins de Versailles, ainsi que dans d'autres monuments parisiens et à l'étranger. Il fait partie des rares marbres français à avoir été exportés en Italie, où il devint très apprécié par les architectes et décorateurs baroques. Les carrières de marbre étaient propriété de l'abbaye, c'est ainsi que cette exploitation a rapporté des revenus considérables jusqu'au XVIII
e siècle.
À cette période, la reconstruction du logis abbatial, situé au nord-est de l'église, est entreprise. Ce bâtiment présente une façade avec des fenêtres à meneaux, et l'existence d'échauguettes d'angle suggère l'aspect défensif d'une maison forte. De plus, la porte centrale en marbre est surmontée, au second étage, de consoles destinées à soutenir une bretèche.

### L'abbaye mauriste

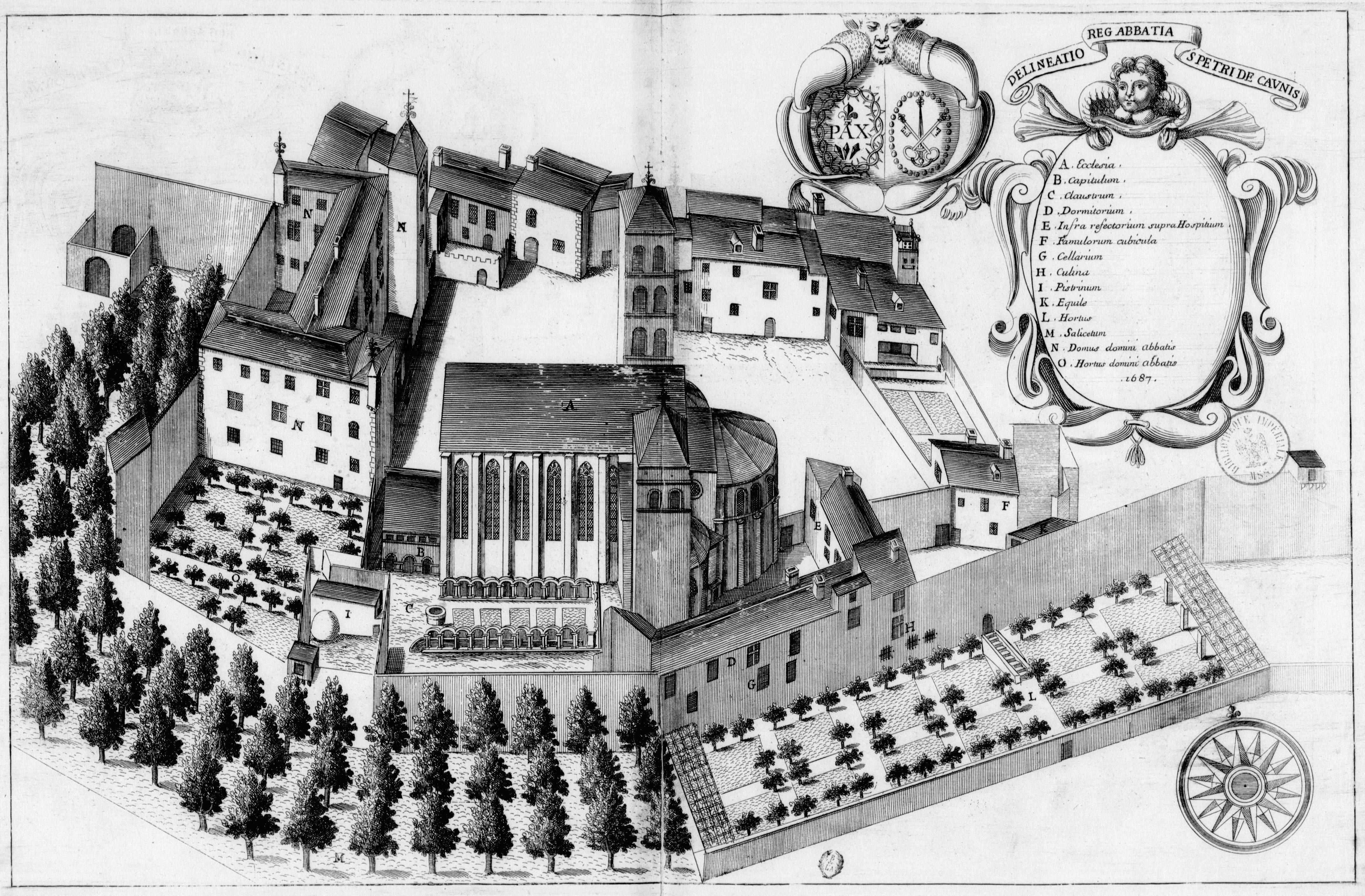
La représentation de l'abbaye en 1687 parue dans le livre Monaticon Gallicanum.

L'abbaye a été rattachée à la congrégation de Saint-Maur en 1659. Les moines avaient pour objectif principal de rétablir intégralement l'observance des règles bénédictines, mais il était urgent de reconstruire le monastère, car les bâtiments claustraux, à l'exception du chapitre bien conservé, étaient en ruines. Ce chantier de reconstruction commence le 6 avril 1696. Un prix-fait passé le 27 novembre 1696 cite Benoît Moliner, « maître maçon de Montolieu, entrepreneur de la bâtisse du monastère de Caunes ». En 1733, un prix-fait mentionne deux maçons de Caunes pour la construction d'un couloir reliant la place de l'abbaye au cloître et aux lieux réguliers. Plusieurs campagnes de travaux sont prévues en 1768-1770. En mars 1770, Gabriel Sabatier, charpentier, François Dardene, plâtrier de Carcassonne, Jean Brocas, plâtrier de Castelnaudary, se sont engagés à réaliser une voûte en briques pour la nef de l'abbatiale dans un délai de cinq mois. Des travaux de décoration sont entrepris dans les années 1775-1779 pour les chapelles situées dans les absidioles. En 1778-1779, les religieux provisionnent pour des travaux à faire dans les hôtelleries, infirmeries et cellules.
Pour saisir l'ampleur de la transformation des lieux, il faut observer les deux niveaux de cloître, le cloître mauriste ayant été construit par-dessus l’ancien cloître médiéval. Les fouilles menées ont permis de dégager deux départs de galeries, un sol de circulation en galets disposés en épis, ainsi qu’un motif décoratif. Cependant, il est difficile de connaître la forme et les dimensions exactes de la structure. Déjà en mauvais état lors de l’arrivée des mauristes, le remblaiement marque une étape essentielle des travaux réalisés pour protéger certains espaces de remontées d'eau incessantes. La volonté de renouveau spirituel des mauristes s’inscrit aussi dans leurs programmes architecturaux qui proscrivent l’ornement pour rechercher la sobriété et l'efficacité des bâtiments.

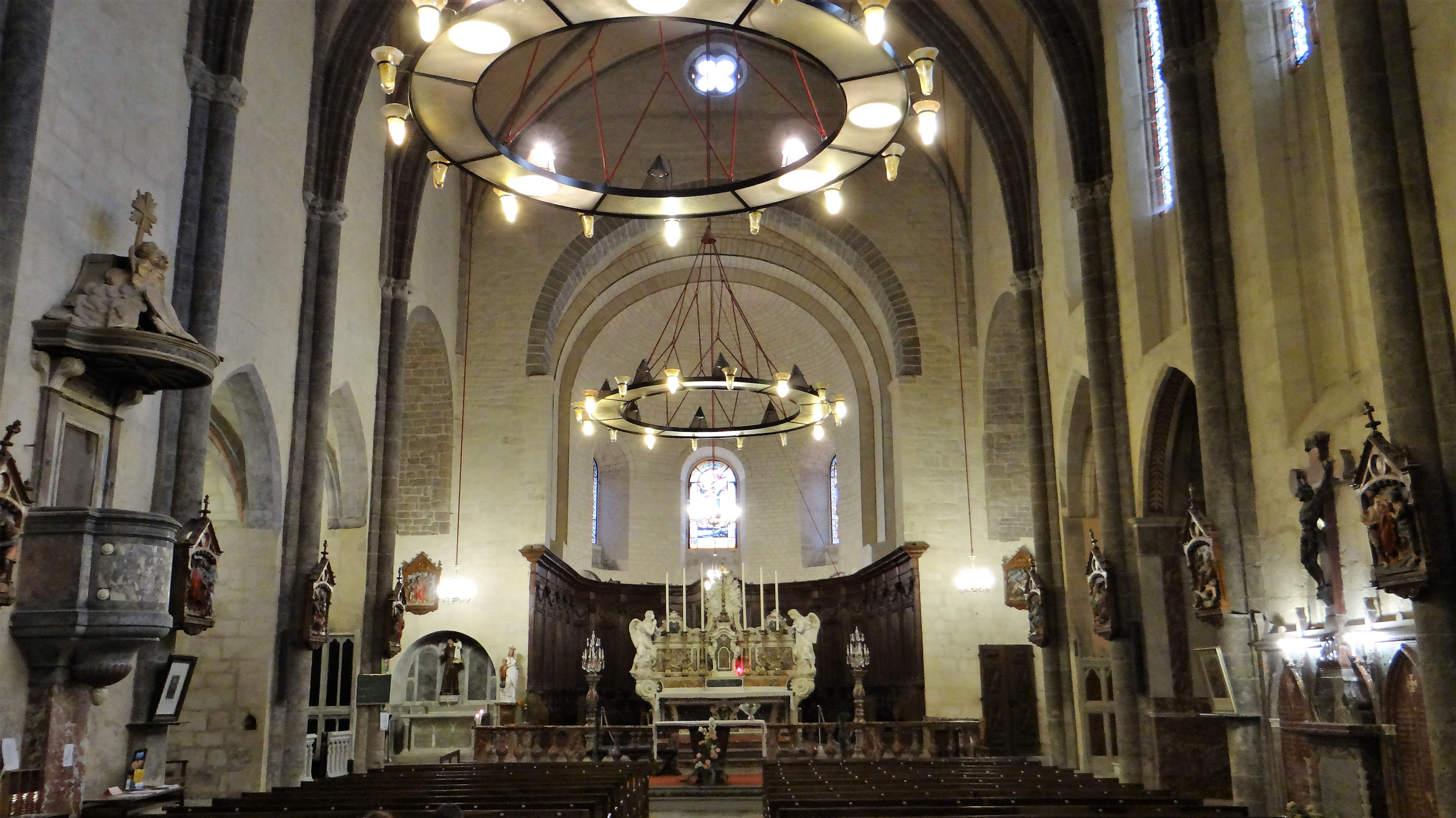
La nef.
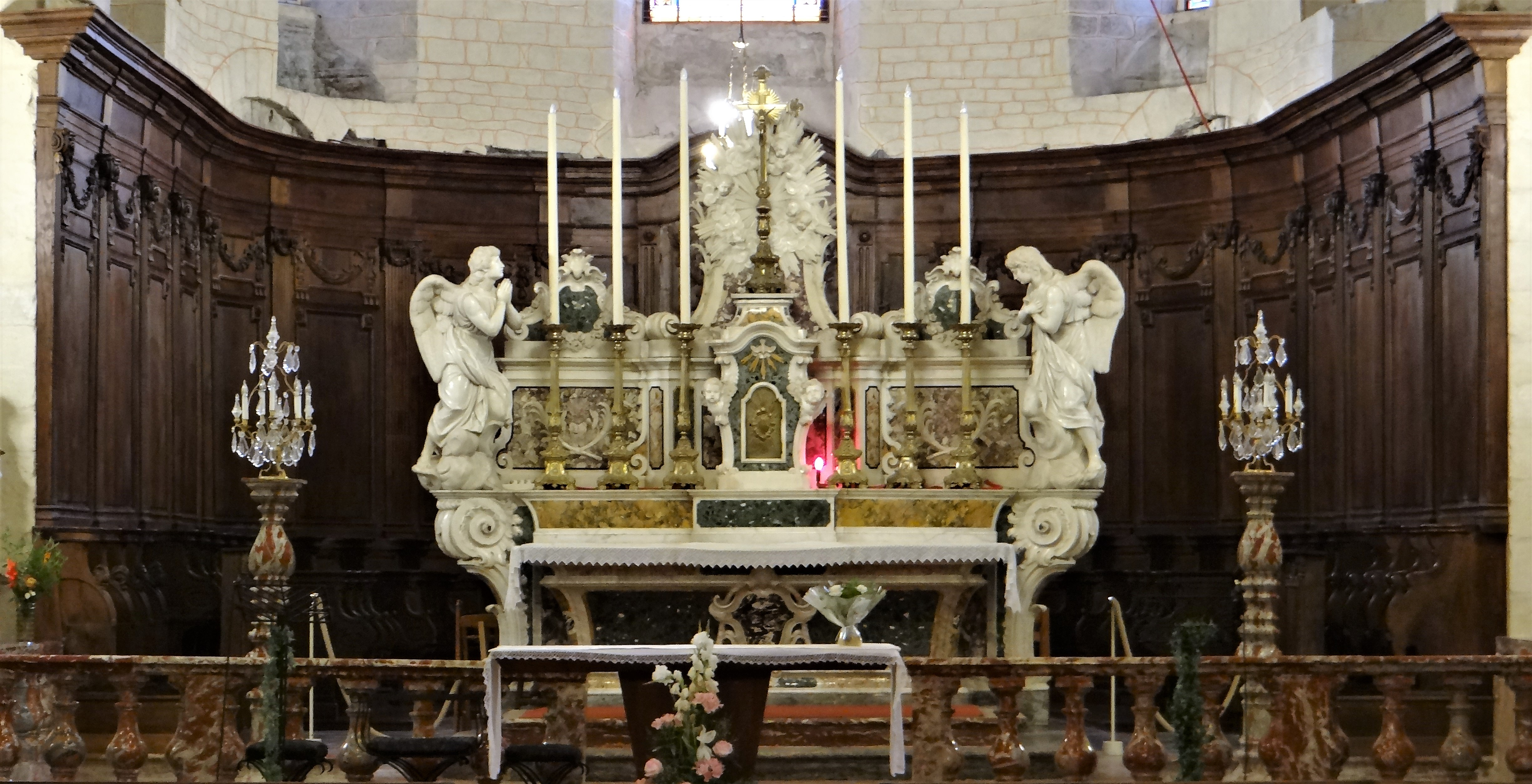
Le maître-autel et les stalles.

### Période moderne
À la Révolution française, les ordres religieux sont supprimés, cela entraîne la fermeture du monastère de Caunes en 1790. Les bâtiments sont vendus le 7 avril 1791, à l'exception de l'église qui est réservée à la commune. La communauté des sœurs de Saint-Joseph de Cluny installa une école. L'église a été classée monument historique en 1916 et devient paroissiale et bénéficia des premières restaurations, tandis que les bâtiments monastiques font l'objet d'une inscription à l'inventaire supplémentaire des Monuments historiques en 1948. Un programme de restauration avec des recherches archéologiques est mis en place en 1983, marquant la découverte de l'abside carolingienne en 1985 et des autres vestiges visibles dans le musée lapidaire. Il s'ensuivit un programme de rénovation des lieux pour mettre en valeur le patrimoine et permettre l'ouverture au public à la fin des années 1990. Un colloque organisé en 2003 a permis de mettre en lumière le passé de l'abbaye et de faire le point sur les connaissances historiques.
De nos jours, des manifestations culturelles sont régulièrement organisées, englobant des domaines comme la peinture, la sculpture, la musique, et des tournages.
En octobre 2020, l'abbaye reçoit la première exposition "Du 9 à Caunes", regroupant neuf artistes de diverses nationalités résidant dans le village : les peintres Gene Barbe, Nele Boudry et Chris Stevens, le graveur Michel Boucaut, le joailler Bob Kimberley, les céramistes Lionel Postal et Heather Gordon, le plasticien Nick Rands et le photographe Patrice Cartier.
De 2015 à 2024, la bande dessinée a été mise à l'honneur grâce à un partenariat avec le Centre Belge de la Bande Dessinée. Se sont succédé des expositions dans les anciens bâtiments conventuels : Boule et Bill, Les Schtroumpfs, Spirou, Johan et Pirlouit, Les Carnets de Cerise, Lulu et Nelson et Les Ignorants.
Le "festival de musique de Caunes-Minervois", sous la direction artistique de Patrick Messina (clarinettiste soliste de l’Orchestre national de France), se déroule dans le cloître et au chevet de l'abbaye. Il propose durant la dernière semaine d'août des concerts de musique classique, jazz et musiques du monde.

## Particularités
- Abside carolingienne du VIIIe siècle
- Chevet roman du XIe siècle
- Portail sculpté avec chapiteaux du XIIIe siècle
- Décors baroques du XIVe siècle

## Religieux, et personnalités célèbres
- Dom Denis Pinasel, économe en 1661
- Dom Pierre Lary, prieur claustral en 1663
- Dom Pierre Salauze, aumônier en 1695

## Terriers, propriétés, revenus
Domaines, seigneuries, alleux
- 843 - Les trois quarts d'un moulin à Ventajou au diocèse de Narbonne, achat de l'abbé Gondisalve
- 852 - Terres et autres biens au village d'Olonzac et dans le Minervois, don du prêtre Enneco
- 862  - Donation d'une vigne dans le voisinage de Minerve
- 908  - l'abbé Hildéric achète un moulin sur l'Aude dans le Carcassès
- 961  - Raymond Ier de Toulouse-Rouergue, comte de Rouergue, lègue par testament un de ses domaines à l'abbaye.
- 1003 - Donation d'un (alleu) par Gauzbert, Tedemar, et Pons, dans le voisinage de Minerve, reçu par l'abbé Udalgaire le 30 décembre